# Campionato mondiale militare di scherma 1960
Il Campionato mondiale militare di scherma del 1960 ("1960 World Military Fencing Championships") è stato organizzato dalla Federazione internazionale della scherma e si è svolto a Beirut in Libano dal 2 al 9 maggio.
Nel fioretto, si è aggiudicato il titolo di campione mondiale militare il francese Guy Barrabino, che ha battuto in finale l'egiziano El-Hami.
Nella spada il belga Roger Achten ha battuto in finale l'olandese Frits Otto Van Kregten, ottenendo il titolo mondiale militare maschile.
Nella sciabola il francese Claude Arabo prevale sul belga Roger Petit.
Nel campionato mondiale militare a squadre maschili, la nazionale francese ha prevalso nella finale del fioretto contro l'Egitto, mentre la nazionale belga ha vinto nella spada contro la formazione francese, ed infine la nazionale belga ha avuto la meglio sulla compagine francese nella sciabola.

## Podi

### Uomini
| Specialità  | Oro                                                        | Argento                                                  | Bronzo                                                           |
| Individuali |                                                            |                                                          |                                                                  |
| Fioretto    | Guy Barrabino                                              | El-Hami                                                  | Andre Paul Joseph Verhalle                                       |
| Spada       | Roger Achten                                               | Frits Otto Van Kregten                                   | Michel Dorde                                                     |
| Sciabola    | Claude Arabo                                               | Roger Petit                                              | Jean-Ernest Ramez                                                |
| A squadre   |                                                            |                                                          |                                                                  |
| Fioretto    | Francia Guy Barrabino Claude Bourquard Michel Dorde -      | Egitto El-Hami Mohamed Gamil El-Kalyoubi Sahim -         | Belgio Holvoet Georges Maurcot Andre Paul Joseph Verhalle -      |
| Spada       | Belgio Roger Achten Francois Dehez Pierre Francisse -      | Francia Claude Bourquard Michel Dorde Philippe Schraag - | Paesi Bassi Mandl Raoul Popken Frits Otto Van Kregten -          |
| Sciabola    | Belgio Roger Petit Jose Van Baelen Marcel Van Der Auwera - | Francia Claude Arabo Guy Barrabino Jean-Ernest Ramez -   | Paesi Bassi Boudewijn Heidenrijk Ferry Meijnderts Rien Wilmink - |

## Medagliere
| Pos.   | Nazione     | Oro | Argento | Bronzo | Totale |
| ------ | ----------- | --- | ------- | ------ | ------ |
| 1      | Francia     | 3   | 2       | 2      | 7      |
| 2      | Belgio      | 3   | 1       | 2      | 6      |
| 3      | Egitto      | 0   | 2       | 0      | 2      |
| 4      | Paesi Bassi | 0   | 1       | 2      | 3      |
| Totale | Totale      | 6   | 6       | 6      | 18     |